# Ali Kaya
Ali Kaya (původním jménem Stanley Kiprotich Mukche) (* 20. dubna 1994) je turecký atlet keňského původu, specializující se na střední a dlouhé tratě běhy, halový mistr Evropy v běhu na 3000 metrů z roku 2015.

## Sportovní kariéra
Turecko reprezentuje od roku 2013. V této sezóně se stal juniorským mistrem Evropy v bězích na 5000 i 10 000 metrů. V následující sezóně vybojoval na evropském šampionátu v Curychu bronzovou medaili v běhu na 10 000 metrů. Dosud největší úspěch pro něj představuje titul halového mistra Evropy v běhu na 3000 metrů z evropského halového šampionátu v Praze v roce 2015. V roce 2016 získal stříbrnou medaili v běhu na 10 000 metrů na mistrovství Evropy v Amsterdamu.
Na evropském halovém šampionátu v roce 2017 titul v běhu na 3000 metrů neobhájil, doběhl osmý.

## Osobní rekordy
- 5000 metrů – 13:00,31 (2015)
- 10 000 metrů – 27:24,09 (2015)
- 3000 metrů – 7:38,42 (2015) (hala)